# James O'Neill
James O'Neill (Kilkenny, 15 novembre 1847 – New London, 10 agosto 1920) è stato un attore irlandese naturalizzato statunitense.

## Biografia

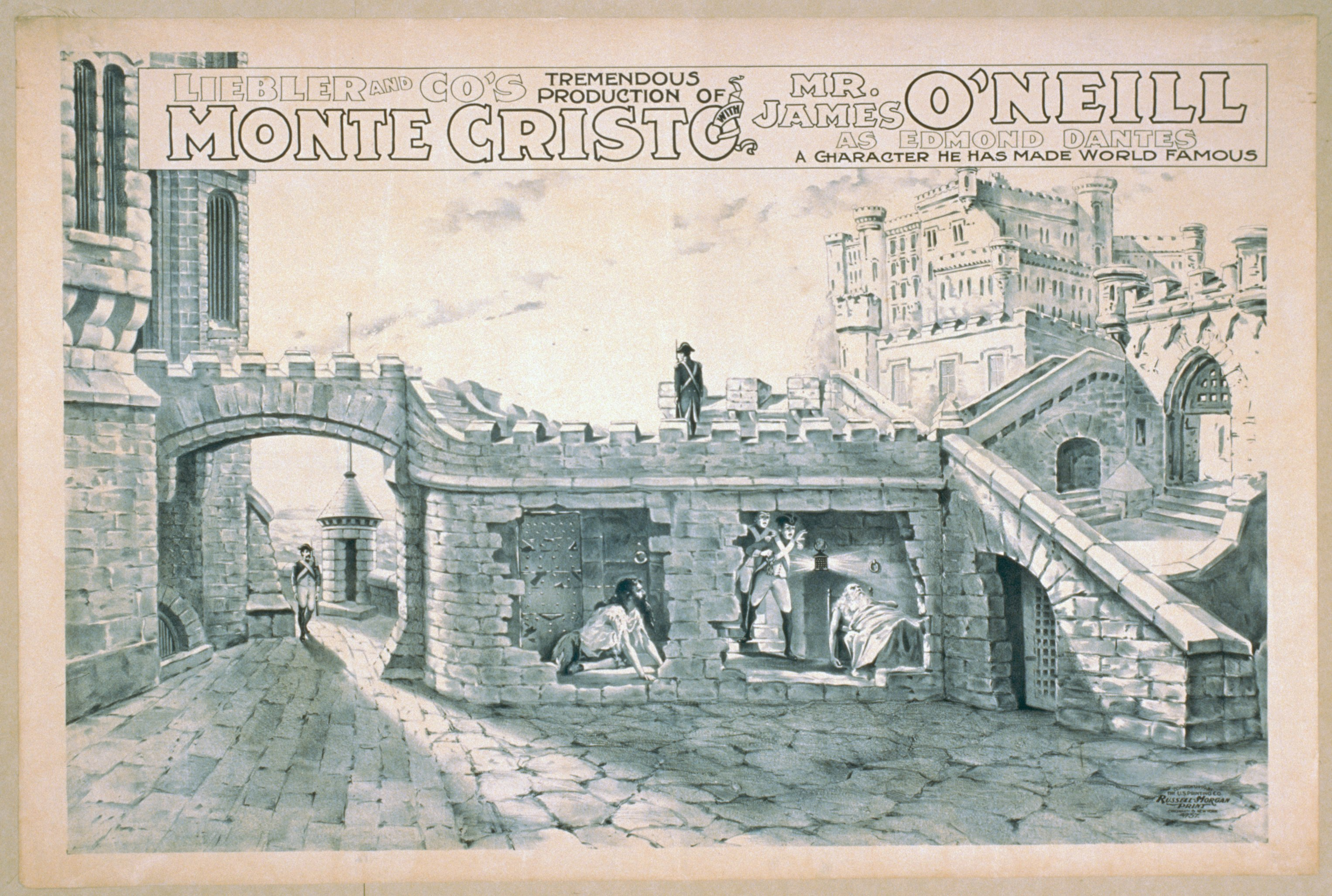
Poster della produzione teatrale de Il conte di Montecristo, del 1900

James O'Neill nacque il 15 novembre 1847 a Kilkenny in Irlanda, da Edward e Mary O'Neill, lontani cugini. James si trasferì con la sua famiglia in America all'età di circa cinque anni e visse l'infanzia in condizioni di povertà a Buffalo e a Cincinnati. Nel 1867 abbandonò il lavoro in un negozio di abbigliamento per diventare un attore in un teatro di Cincinnati.
James O'Neill fece il suo debutto sul palcoscenico in una produzione di Cincinnati (Ohio), The Colleen Bawn (1867), dopo di che svolse il suo apprendistato in numerose città, lavorando assieme a grandi star, quali Edwin Forrest. Nel 1871 si trasferì a Chicago, interpretando ruoli da protagonista nella compagnia di McVicker. In seguito si esibì con compagnie a New York e a San Francisco, e fu considerato uno dei giovani attori più promettenti del suo tempo.
Interpretò per ben seimila volte sul palcoscenico il ruolo principale della riduzione drammatica operata da G. H. Andrews de Il conte di Montecristo, che risultò il suo ruolo più fortunato e popolare.Molto apprezzate anche le sue interpretazioni shakespeariane, da Amleto a Otello, oltre che de I tre moschettieri.
Fu un attore cinematografico noto per la sua interpretazione del The Count of Monte Cristo (1913), West Is West (1920) e The Grain of Dust (1918). Sposatosi con Ellen Quinlan il 14 giugno 1877,James O'Neill morì il 10 agosto 1920 a New London (Connecticut).
Fu il padre del drammaturgo Eugene O'Neill, il bisnonno di Geraldine Chaplin e di Josephine Chaplin. Il figlio Eugene ne idealizzò la figura scegliendolo come protagonista del suo Lungo viaggio verso la notte (The Long Day's Journey into Night).